# Gázán ilhán
Mahmúd Gázán kán (1271. november 5. – Puskil Darrall, 1305. május 11.), mongolul: Махмуд Газан хан, perzsául és arabul Mahmúd Gázán hán (محمود غازان خان  – Maḥmūd Ġāzān ẖān), modern perzsa ejtéssel Mahmud Gázán hán, perzsa ilhán (mongolul: Персийн Ил Хан), mongol kán, Argún kán fia, az Irán központú Ilhánida Birodalom (mongolul: Ил Хан улс) hetedik uralkodója volt.

## Útja a trónig
Argún kán és nesztoriánus keresztény oirat felesége, Bulughan Hatun fiaként pusztán Gázán néven született, és meg is keresztelték. Családjához hasonlóan támogatta a buddhizmust is. Széles körű nyelvi ismeretekkel rendelkezett, a mongol mellett kínaiul, perzsául, arabul és „frankul” (talán latinul) is megtanult a feljegyzések szerint. Apját 1291-ben egy összeesküvésben meggyilkolták, és Gázán helyett először nagybátyját, Gajhátút, majd 1294-ben apjának egy unokatestvérét, Bájdú kánt tették trónra. Gázán egy korábban atyja ellen lázadó parancsnokkal, Naurúzzal vette fel a kapcsolatot, aki rábeszélte, hogy térjen át az iszlámra. Miután ez megtörtént, és Gázán felvette a Mahmúd nevet, Naurúz erői segítségével legyőzte a Grúzia felé menekülő Bájdút, akit kivégeztetett.

## Uralkodása

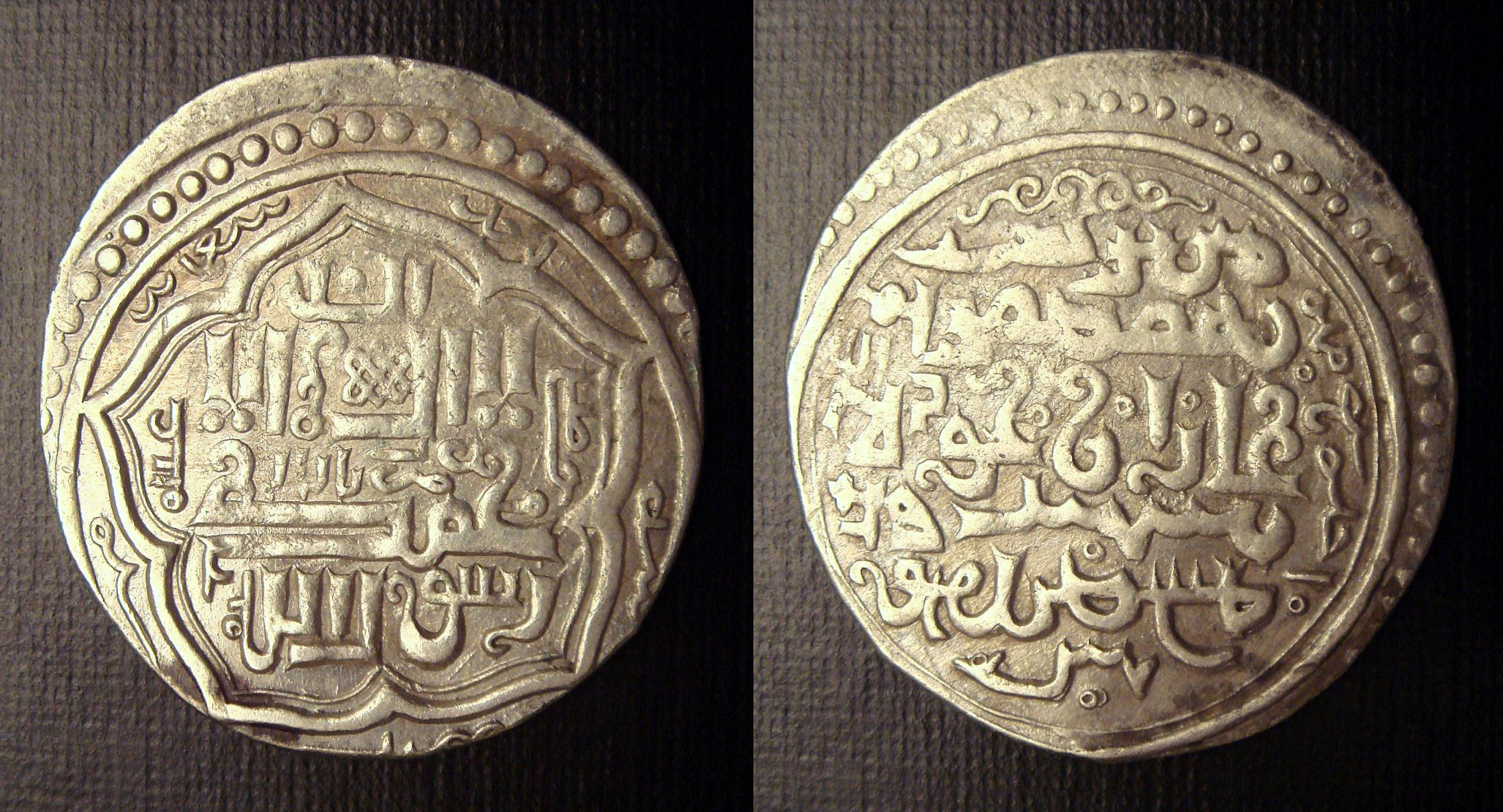
Gázán ezüstdirhemje. Előlapján (bal oldal) a saháda látható arabul, míg a hátlapon ujgur betűkkel „A Menny erejéből Gázánnak verve” felirat olvasható, amit középen Mahmúd Gázán arab betűs neve szakít meg

### Vallási tolerancia
Mahmúd Gázán áttérése a szunnita iszlámra a források szerint nem volt túlzottan mélyen átélt lépés, mivel továbbra is megtűrte a sámánizmust birodalmában, Dzsingisz kán Jásszá nevű törvénykönyvét érvényben hagyta, sőt állítólag maga is imádta Tengrit. Uralkodása első éveiben azonban a Horászán élére kinevezett Naurúz és radikális hívei kezében volt az irányítás, akik üldözték a birodalmában élő keresztényeket, zsidókat és buddhistákat; templomaikat, pagodáikat és imahelyeiket több helyen lerombolták, papjaikat és szerzeteseiket elűzték. Gázán 1296 folyamán azonban beszüntette az üldözést, és megállapodott III. Jaballa keresztény pátriárkával – akinek krónikája értékes forrás a korra vonatkozóan –, hogy visszaállítja a korábbi rendet. 1297 májusában kivégeztette Naurúz híveit, majd Nisápur mellett csatában verte le Naurúzt. A hadvezér Herátba menekült, de a helyi uralkodó kiadta Gázánnak, aki ki is végeztette. A következő évben Rasíd ad-Dínt, egy iszlámra áttért hamadáni zsidó orvost nevezte ki vezírjévé, akitől egy krónikát is rendelt, ami az ílhánida korszak kiemelkedő jelentőségű forrásmunkája.

### Az utolsó nyugati háborúk

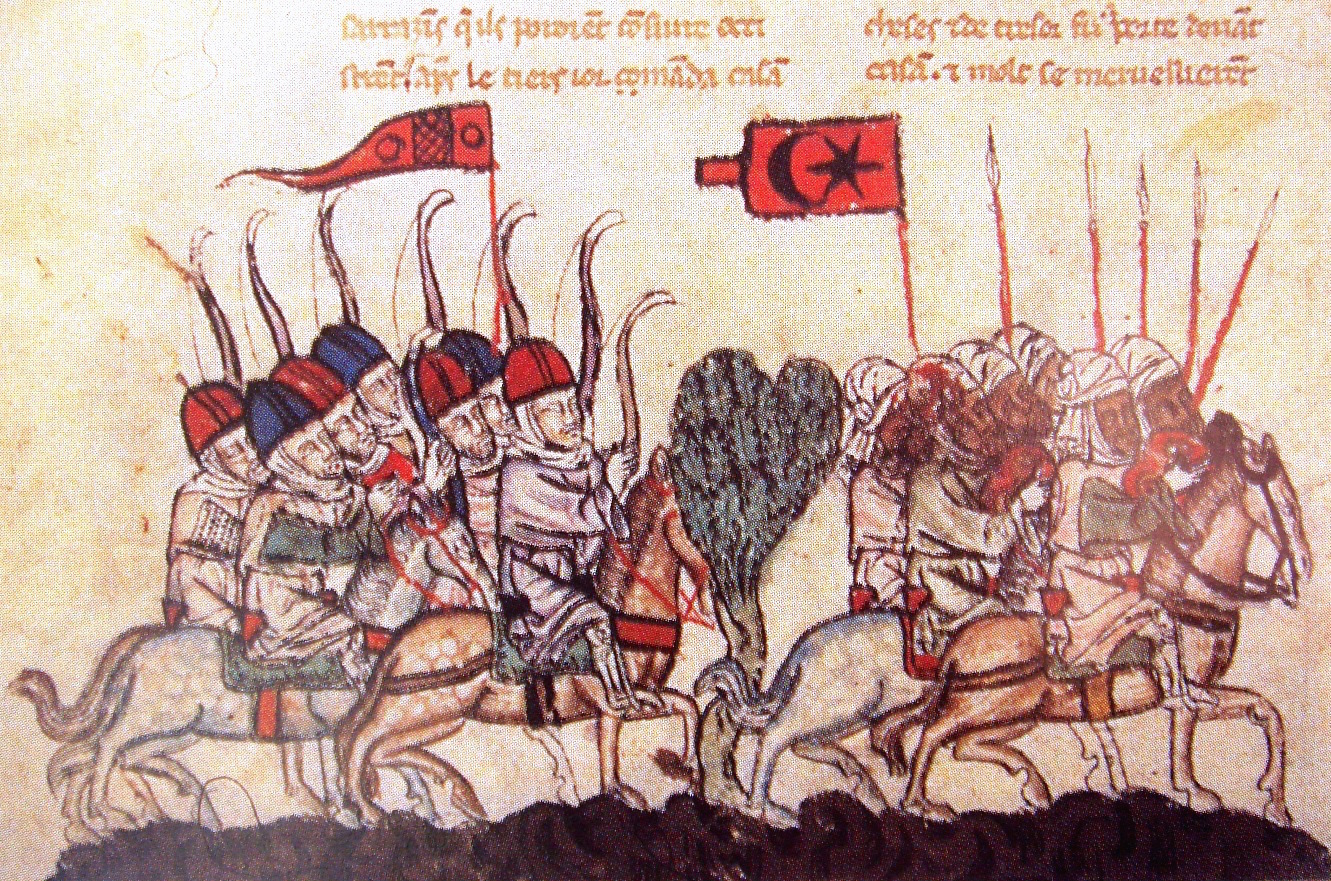
A mongolok megfutamítják a mamlúkokat a Vádi l-Házindár-i csatában

Az Ilhánida Birodalom legtöbb kánjának Hülegü ilhán óta a Mamlúk Birodalom jelentette a fő ellenfelet, a további terjeszkedés fő gátját. Ennek érdekében igyekeztek felvenni a kapcsolatot az európai keresztény hatalmakkal, hogy összehangolt hadműveletekkel bekerítsék és elpusztítsák a szentföldi keresztes államok maradékait fokozatosan felszámoló mamlúkokat. Az eddigi kísérletek azonban az európai érdektelenség miatt eredménytelenek voltak, és al-Asraf Halíl szultán 1291-ben bevette a keresztesek utolsó szárazföldi erősséget, Akkót. Az „Outremer” ettől kezdve csupán Arvád szigetére korlátozódott. Gázán volt az utolsó ilhán, aki elődei politikájának sikerre vitelével próbálkozott, miután megszilárdította helyzetét Naurúz és 1298-ban fellázadó anatóliai helytartója, Szülemis felett aratott győzelmével.
II. Hetum kilikiai örmény király 1299-ben szövetségre lépett Gázánnal, aki a Ciprusi Királyság urainak és az arvádi kereszteseknek is üzenetet küldött, hogy csatlakozzanak hozzá, azonban nem kapott választ. A mongol sereg így 1299 késő őszén megindult Szíria ellen, bevette Aleppót, majd az örmény segéderővel egyesülve fényes győzelmet aratott a kiskorú an-Nászir Muhammad és az őt markában tartó főemberek, Bajbarsz al-Dzsásnikír és Szalár vezette mamlúk hadsereg ellen a Vádi l-Házindár-i csatában december 23-24-én. A megfutamodó mamlúkokat egészen Gázáig üldözte a mongol sereg egy része, míg a zöm Damaszkuszba vonult be valamikor újév környékén. Gázán végül februárban hazatért – feltehetően lovainak volt szüksége takarmányra –, és egy kisebb sereget Szíriában hagyott bizonyos Mulaj vezetése alatt. Ezt még májusban kiszorították a visszatérő mamlúkok a területről.

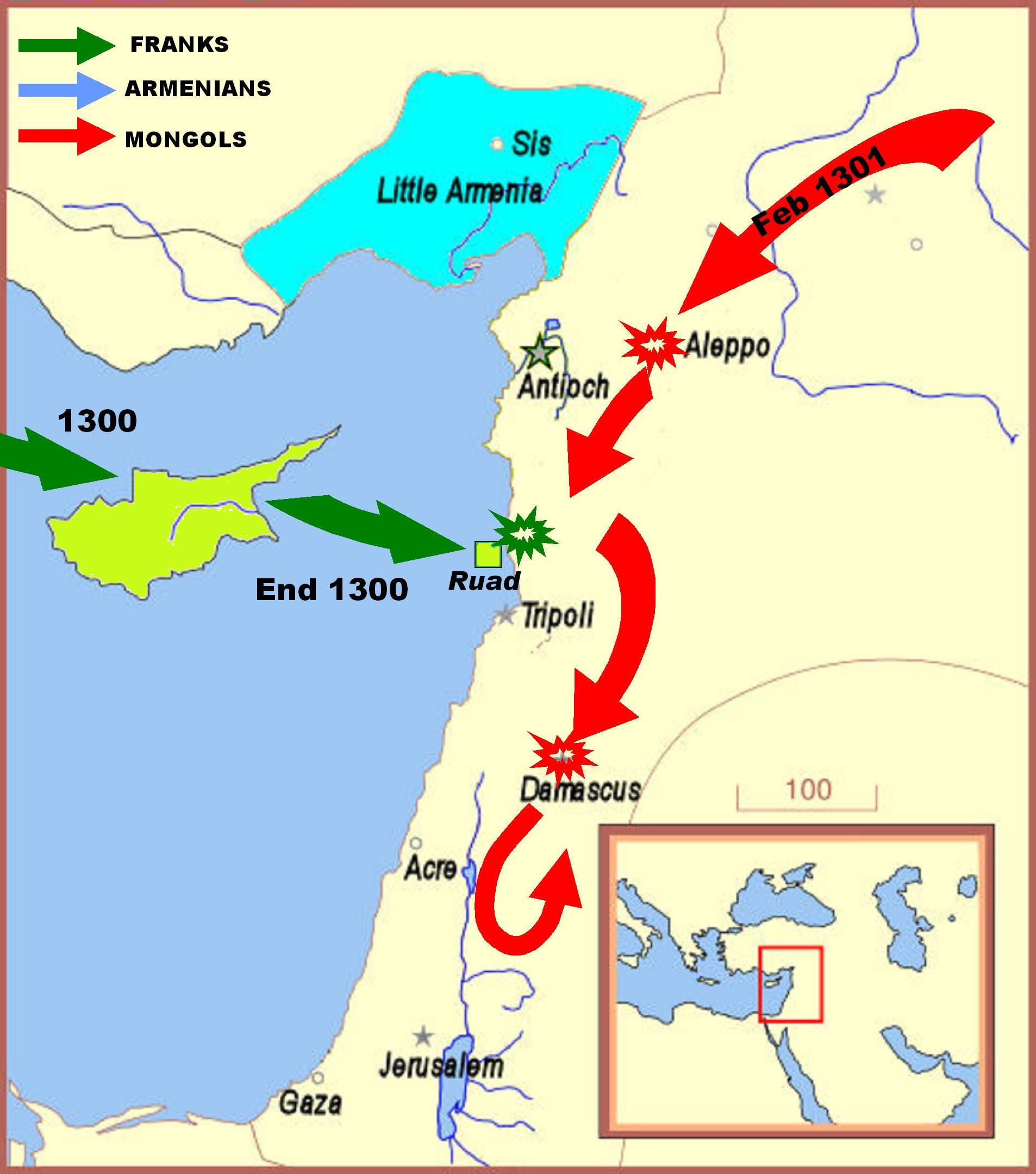
Az 1300-1301-es hadműveletek térképe

A győzelmet látva a ciprusi keresztesek a jeruzsálemi koronáját vesztett II. Henrik ciprusi király vezetésével kis flottát állítottak fel, és júliusban megkezdték a Mamlúk Birodalom tengerpartjának pusztítását az egyiptomi Rosettától Alexandrián át a szíriai Tartúszig, Akkóig és Marakijjáig. A sikeres portyán fellelkesült keresztesek felvették a kapcsolatot Gázánnal, és megállapodtak abban, hogy télen közös hadjáratot indítanak. A keresztesek össze is gyűltek Arvádon, hogy lerohanják Tartúszt, de ezúttal az időjárás húzta keresztül számításaikat: a Kutlugsáh vezette mongol sereg súlyos károkat és veszteségeket szenvedett a különösen nagy hideg és hó miatt, így miután a Jordán folyóig tört előre néhány kisebb aleppói és homszi betörést követően, vissza is vonult, a keresztesek pedig kénytelenek voltak visszatérni Ciprusra.
Jacques de Molay, az utolsó templomos nagymester I. Eduárd angol és II. Jakab aragón királynak küldött leveleiből úgy tűnik, hogy 1301-1302 fordulóján is számítottak egy mongol támadásra, de Gázán ezúttal nem indított hadsereget Szíriába – igaz, levelet írt VIII. Bonifác pápának, akitől újabb keresztes hadjárat meghirdetését kérte. 1302. április 12-én követséget is indított Rómába ennek érdekében, de célját nem érte el. A követek egy év után, némi II. Károly nápolyi királynál töltött vendégeskedést követően tértek haza. Eközben 1302. szeptember 26-án elesett Arvád, az esetleges keresztes támadás kiindulópontja.
Gázán 1303 kora tavaszán ismét örmény segéderőkkel támadt a mamlúkokra, miközben a ciprusi keresztesek kisebb tengerparti támadásokat hajtottak végre, többek között Dámúr ellen. A hatalmas mongol-örmény hadsereg azonban március 30-án Himsz mellett, majd április 22-én Damaszkusz közelében, a sahkabi csatában szenvedett súlyos vereséget. Gázán még abban az évben írt I. Edwardnak, amelyben Jeruzsálem átadásával kecsegtette az angol uralkodót, ha megindulna a mamlúkok ellen. További diplomáciai és hadműveletekre azonban már nem kerülhetett sor, mert Mahmúd Gázán kán 1304. május 10-én meghalt. Vele együtt a majdnem fél évszázada képviselt külpolitikai irányvonal is sírba szállt. 1318-ban az általa kinevezett minisztert, Rasíd ad-Dínt azzal a mondvacsinált váddal végeztették ki, hogy ő gyilkolta meg Gázánt.

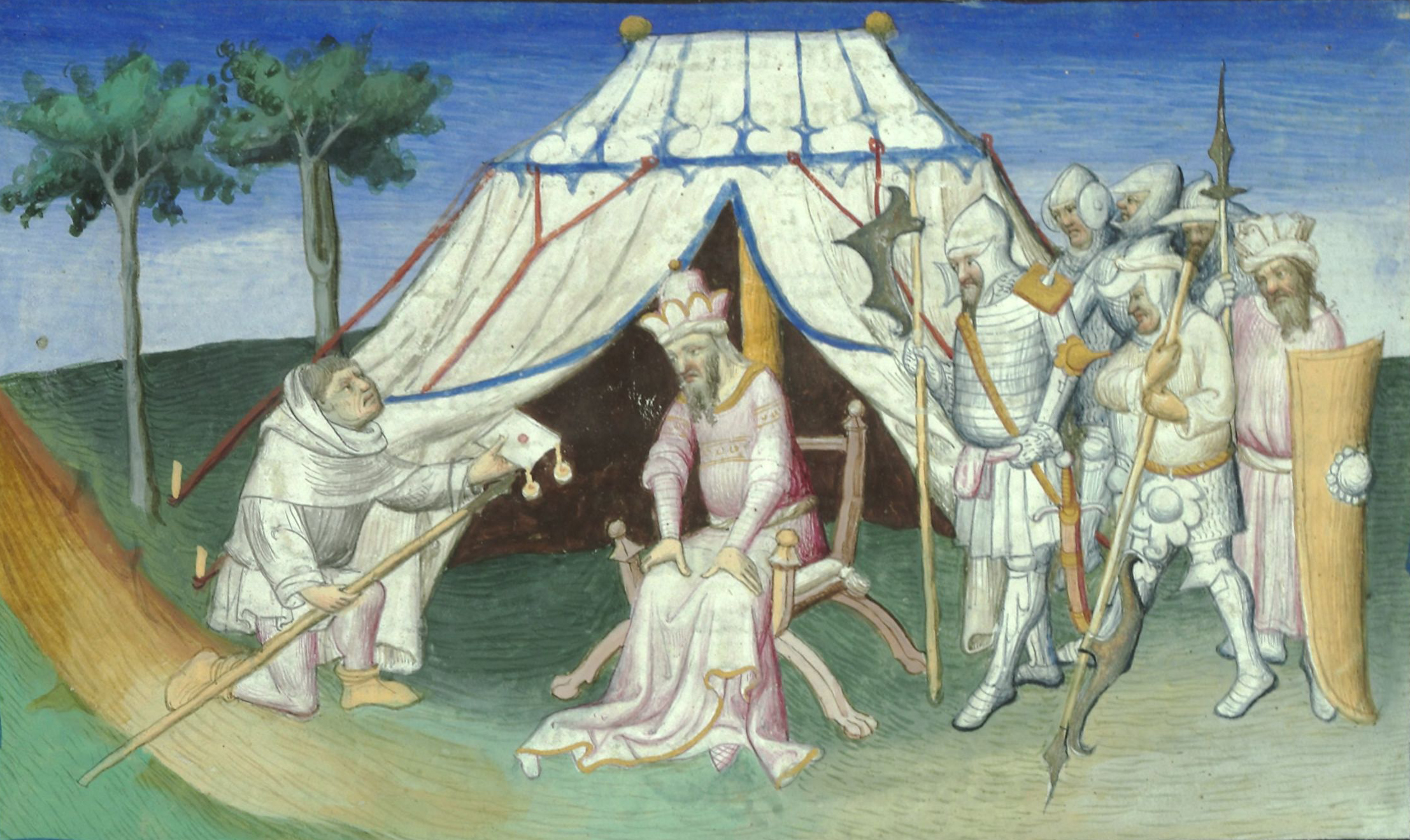
Gázán megparancsolja II. Hetum örményországi régensnek az 1303-as damaszkuszi támadást. Illusztráció Marco Polo könyvéből

## Utódlása
Gázán főfelesége Kököcsin volt, akit még apja kért feleségül Kubilaj kántól önmaga számára. A nagykán Marco Polo és nagybátyjai társaságában hajón indította útnak a hercegnőt, így évekkel Argún kán halála után érkeztek csak az ilháni udvarba. Kököcsint végül Gázán vette feleségül trónra lépését követően. Utóda fivére, a hozzá hasonlóan felszínesen iszlamizált Öldzsejtü lett.